# Killthelogo
Killthelogo (stylisé killthelogo) est un groupe belge de punk hardcore, originaire de Liège, dans la province de Liège. 

## Histoire
Le groupe est formé sur les cendres d'un groupe local nommé .calibre, sortant un premier single intitulé Riot as One, au label PIAS. Killthelogo est le titre de l'un des premiers albums de .calibre, sorti en 2002. Killthelogo sort son premier album, Reset le 26 novembre 2021, avec une release party organisée le 25 février 2022 à l'Ancienne Belgique de Bruxelles avec lalma et Through the Void. Ce premier album est remarqué par la presse spécialisée nationale,,,.
En 2022, le groupe sort l'EP Deconsume. Le 17 novembre 2023, le groupe sort la deuxième chanson, Brainmaker, extrait de son EP.
Ils ont participé, au cours de leur existence, à plusieurs festivals internationaux tels que Pukkelpop (2022), Alcatraz Metal Festival (2022-2025) et Graspop Metal Meeting (2022).

## Membres
- Daniel Mies - chant ((A School of) Quiet, ex-Facedown, .calibre)
- Niko Poortmans - guitare ((A School of) Quiet, ex-Facedown, .calibre)
- Sven Leyemberg - guitare (Cyclus, ex-Minus 45 Degrees, One Million Seats)
- Herwig Scheck - basse (ex-(A School of) Quiet, Concrete, Peter Evrard)
- Jonas Sanders - batterie (Pro-Pain, Emptiness, ex-Dark Sensations, Angel Crew)

## Discographie

### Albums
- 2021 : Reset (album) (PIAS)
- 2022 : Deconsume (EP) (PIAS Benelux)

### Singles
- 2021 : Riot as One
- 2021 : Warehouse Moguls
- 2021 : Buy More Sh!t
- 2022 : Taxes
- 2023 : Brainmaker
- 2023 : Utopia
- 2023 : The Wonder Ordinary
- 2023 : Synaesthesia
- 2024 : Brainmaker Acoustic